# Научный парк AREA
Научный парк AREA (итал. L'AREA Science Park) в Триесте состоит из двух соседствующих и развивающихся кампусов, расположенных около съезда с автомагистрали, соединяющей Венецию с Австрией и Словенией. Парк занимает площадь 50 гектар и имеет возможность для расширения своей территории до 150 гектар, в месте с живописной природой на плато Карст.
Научный парк AREA основан в 1982 году с целью предоставить связь между бизнес-сообществом и многочисленными высокоразвитыми международными научными учреждениями в Триесте. Сейчас это наиболее важный многоотраслевой научный парк в Италии и один из передовых в Европе.
Парк имеет около 23000 м² лабораторных площадей, оборудованных специализированной аппаратурой, экспериментальными и защитными средствами вдобавок к офисам и сервисным службам (конференц-центр, комнаты для встреч, учебные лаборатории, кафе и т. д.). Дополнительная площадь в 1500 м² сейчас доступна для новой деятельности. Также доступны следующие услуги: информация и компьютеры, юридические, финансовые и бухгалтерские консультации, инженерные и заводские технологии, профессиональная забота о здоровье и безопасность, маркетинг и реклама, информация и содействие в программах Европейского союза.

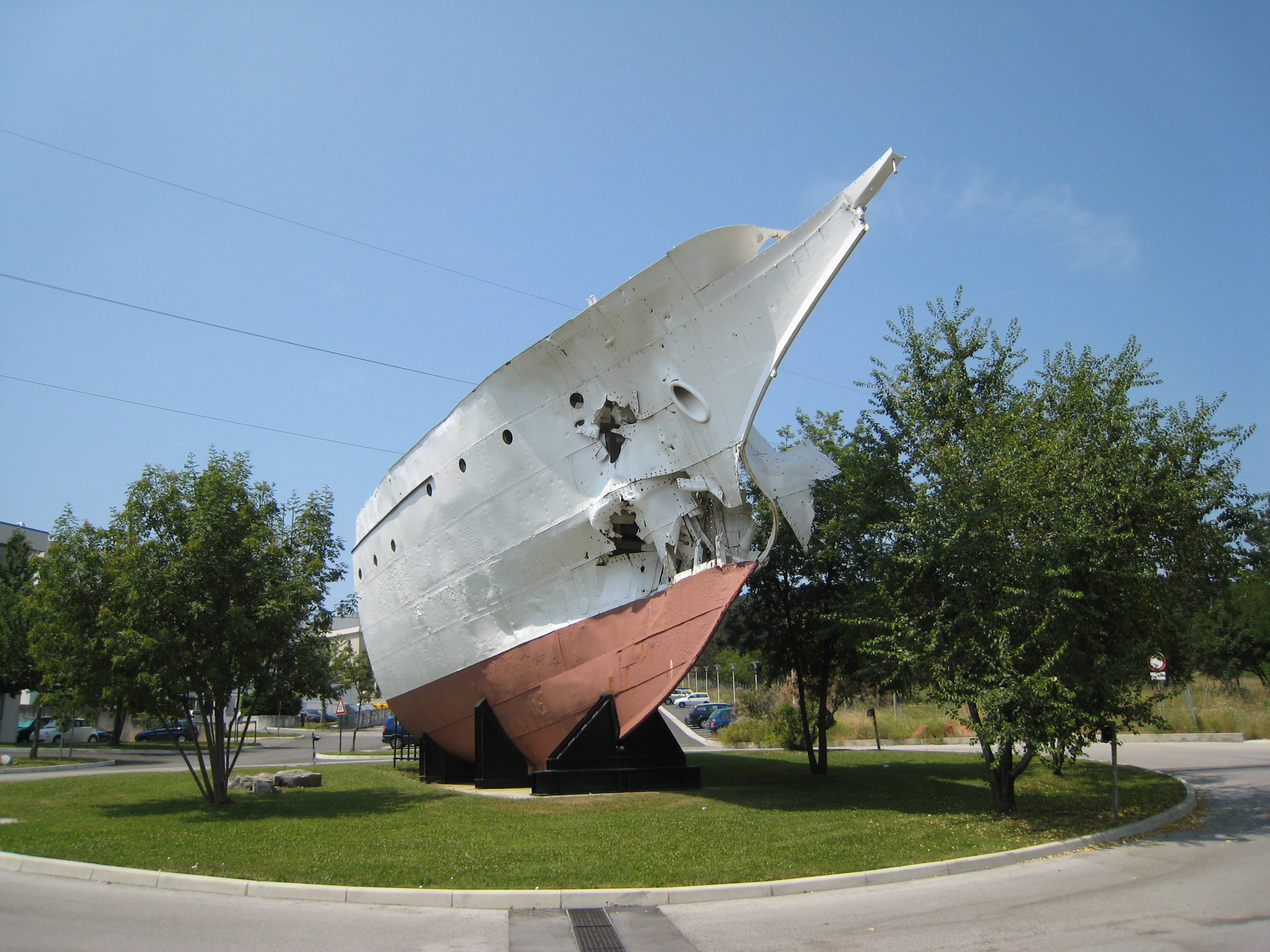

Здесь стимулируются маленькие и средние компании, вступающие в исследовательские контракты с научным парком AREA. Они могут стимулироваться напрямую (взнос на покрытие стоимости, взнос в уставной капитал или целенаправленные платежи) или в других формах поддержки (покупка рабочих инструментов, товарищество, содействие и консультации). Исследовательские лаборатории, целью которых является продвижение промышленности в технологически передовые секторы со значительной и высококвалифицированной рабочей силой, планирующие обосноваться в научном парке AREA, могут также получить доступ к финансированию, предоставляемому автономным регионом Фриули-Венеция-Джулия.
Интенсивно обучающиеся выпускники школ и университетов лидируют в работе, исследованиях и производственных структурах в научном парке или вне его. Товарищество награждено консорциумом привилегией обучать в институтах, центрах и компаниях самого AREA. Под программами, включёнными в European Commission Objective 2, Консорциум наблюдает за обучением выпускников институтов в секторе инноваций, перенося для создания прочных связей между миром исследований и компаниями малого и среднего бизнеса.
Научный парк в настоящее время имеет 38 отделений, поделённых на следующие секторы:
- высокоспециализированные исследовательские и обучающие центры;
- центры разработок, услуг и исследований сторонних компаний;
- новые компании, возникающие из доступности специализированных услуг, ноу-хау и служб поддерживаемых AREA;
- специальный проект Лаборатории ELETTRA.